# Koniczyna biała

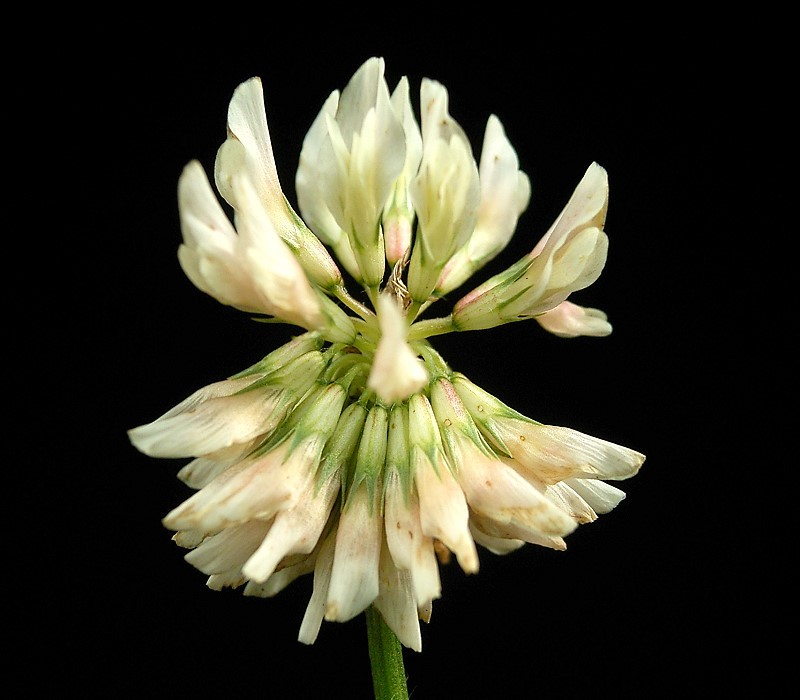
Kwiatostan

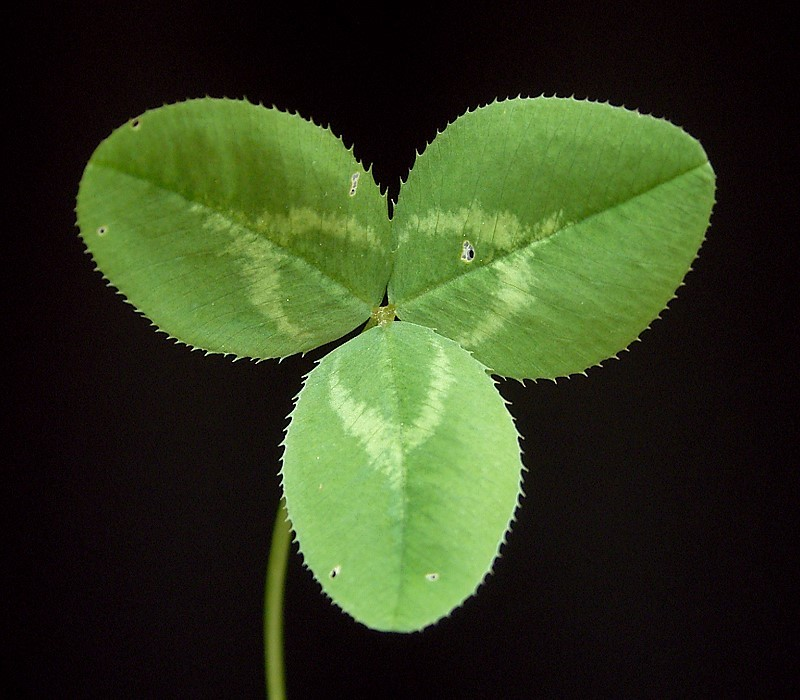
Liść

Koniczyna biała, koniczyna rozesłana (Trifolium repens L.) – gatunek rośliny wieloletniej należący do rodziny bobowatych. Pochodzi z obszarów Europy, Azji, północnej Afryki, rozprzestrzenił się także w Australii, Nowej Zelandii i w Ameryce Środkowej. Jest uprawiany w wielu rejonach świata. W Polsce pospolity na stanowiskach naturalnych, jest również uprawiany.

## Morfologia
ŁodygaPłożąca się, długości do 45 cm, bezlistna, gładka i pełna. Ma zdolność zakorzeniania się.
LiścieTrzylistkowe, długoogonkowe, odwrotnie jajowate, o ząbkowanych brzegach. Na górnej stronie liścia występuje jasna plama w kształcie podkowy. Wieczorem listki składają się pionowo do góry. Posiada jajowate, błoniaste przylistki zakończone szydlastym wyrostkiem i w większości zrośnięte w rurkę obejmującą łodygę.
KwiatyKulista główka wyrastająca na długiej szypułce, zawierająca 40-80 obcopylnych kwiatów motylkowych. Rurka korony jest krótsza, niż u koniczyny łąkowej. Barwa biała do kremowej.
OwoceDwu-czteronasienny, wydłużony, łatwo pękający strąk. Nasiona drobne, o sercowatym kształcie i jasno- lub ciemnożółtej barwie, z połyskiem.
KorzeńRoślina płytko zakorzeniona, o licznych korzeniach przybyszowych.

## Biologia i ekologia
Bylina, hemikryptofit, roślina azotolubna. Siedlisko: pastwiska, łąki, przydroża. W uprawach rolnych, szczególnie warzyw i na trawnikach bywa uciążliwym, trudnym do zwalczenia chwastem. W klasyfikacji zbiorowisk roślinnych gatunek charakterystyczny dla Ass. Lolio-Cynosuretum. Kwitnie od maja do września, po przekwitnięciu kwiaty brunatnieją. Zapylane są przez trzmiele lub inne pszczoły. Nasiona rozsiewane są przez zwierzęta (zoochoria) – po przejściu przez ich układ pokarmowy nie tracą zdolności do kiełkowania.

## Zastosowanie
- Roślina pastewna. Znajduje się w rejestrze roślin rolniczych Unii Europejskiej. Jest jedną z najcenniejszych roślin pastwiskowych, zawiera dużo białka i bardzo długo jest mięsista. Jest odporna na przygryzanie i deptanie. Dzięki rozłogom szybko wypełnia wydeptane miejsca. Nie nadaje się jednak do uprawy jako samodzielna roślina pastewna z powodu zbyt niskiego wzrostu uniemożliwiającego koszenie. Bywa natomiast podsiewana w zbożach na poplon i w mieszankach na użytkach zielonych.

- Roślina lecznicza. surowcem zielarskim są kwiaty (Flos Trifolii albi) zbierane w okresie kwitnienia. Są one składnikiem mieszanek ziołowych stosowanych przeciwreumatycznie i przeciwartretycznie; naparów z kwiatów stosowanych w schorzeniach reumatycznych, dnie, grypie, przeziębieniach, chorobach kobiecych; do kąpieli z dodatkiem naparu z kwiatów w chorobach reumatycznych i w stanach zapalnych żył[5].
- Roślina miododajna. Jest doskonałą rośliną miododajną. W odróżnieniu od koniczyny czerwonej zapylanej przede wszystkim przez trzmiele, nektar koniczyny białej jest osiągalny również dla pszczół miodnych, których języczki są krótsze niż u trzmieli. Wydajność miodowa zwarcie rosnącej koniczyny białej osiąga 100 kg/ha.
- Dawniej z jej kwiatów uzyskiwano żółty barwnik do barwienia tkanin.